# Matsutarō Shōriki
Matsutarō Shōriki (正力松太郎?   11 de abril de 1885 - 9 de octubre de 1969) fue un deportista y empresario japonés, padre del béisbol profesional en Japón.
Nacido en Daimon, Toyama, fue un magnate de los medios de comunicación, propietario del Yomiuri Shimbun, uno de los principales diarios de Japón y fue fundador de la primera estación de televisión comercial, Nippon Television Network Corporation. También fue elegido miembro de la Cámara de Representantes, nombrado para el Cámara de los Pares y fue uno de los más exitosos maestros judoka de todos los tiempos, llegando al extremadamente raro rango de décimo Dan. 
Shōriki organizó un equipo All-Star en 1934 para enfrentar al equipo All-Star de los Estados Unidos. Si bien antes todos los contingentes de jugadores profesionales de Japón se habían disuelto, Shōriki mantuvo este grupo, que finalmente llegaron a ser conocido como los Yomiuri Giants.
Shōriki enfrentó un intento de asesinato de la extrema derecha por permitir beisbolistas americanos jugasen en el Meiji Jingu Stadium. Shōriki recibió una herida que le dejó una cicatriz de 16 pulgadas de largo durante el intento de asesinato. 
Shōriki se convirtió en el primer comisionado de la Liga de Béisbol Profesional de Japón en 1949. En 1950 supervisó la reestructuración de la Liga de Béisbol Japonés en su actual forma de dos  ligas y el establecimiento de la Serie de Japón. Uno de los pocos objetivos que Shōriki no pudo lograr una verdadera Serie Mundial. En 1959, fue el primer inducido a Salón de la Fama del Béisbol Japonés. Murió el 9 de octubre de 1969 en Atami, Shizuoka. 
El Premio Matsutaro Shoriki se da anualmente a la persona que contribuye más al béisbol de Japón. 